# 柴薦鷹
柴薦鷹（1888年—？），山西絳州直隸州河津縣人，畢業於山西西學專齋，宣統三年遊學畢業進士。

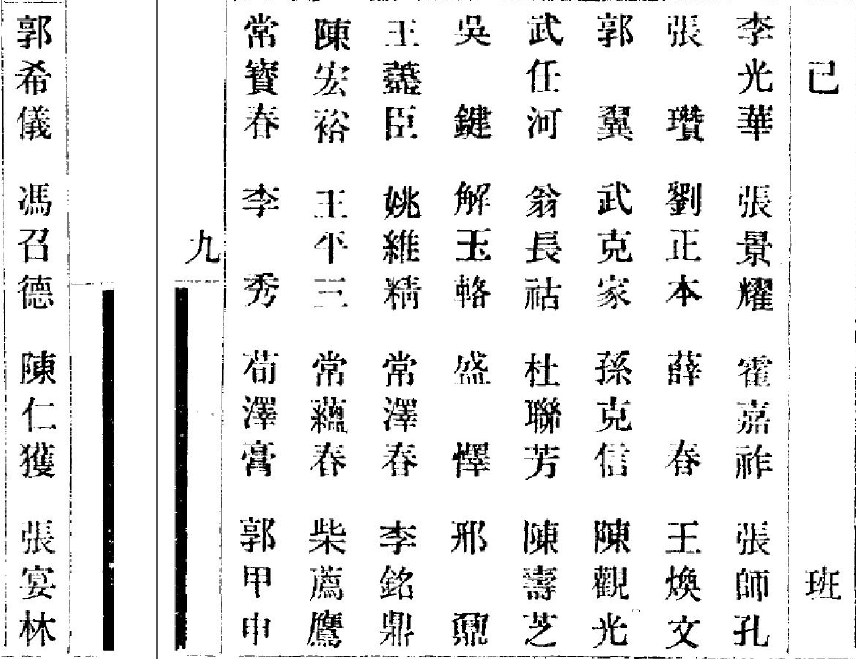
西學專齋學生

## 生平
- 山西西學專齋己班生[2]。
- 光緒三十四年，於山西西學專齋第四期畢業，六十一分取列中等，准作舉人[3]。
- 宣統三年，經學部考試列優等；八月甲子引見，賞給進士出身[4][5]。
- 民國七年（1918年），中華民國第二屆國會參議員選舉中央選舉會第一部選舉人[6]。
- 民國十一年（1922年）2月4日，在晉城縣臨澤村探礦4方里405畝19方丈95方尺，因欠礦稅被撤銷[7]。